# The Bandito Tour
The Bandito Tour es la séptima gira de conciertos y la segunda a nivel internacional del dúo estadounidense Twenty One Pilots. Esta se realizó con la finalidad de promocionar su quinto álbum de estudio Trench (2018). El inicio de la gira comenzó el 16 de octubre de 2018 en la ciudad de Nashville. Y finalizó el 9 de noviembre de 2019  en Tulsa, OK, Estados Unidos.

## Antecedentes
Tanto el perfil de la banda como el de sus integrantes Tyler Joseph y Josh Dun quedaron en absoluto silencio desde julio de 2017, días después de finalizar su sexta gira de conciertos bautizada como Tour De Columbus. Rumores sobre el retorno del dúo estadounidense a la escena musical comenzaron a surgir en abril de 2018 pero no fue hasta julio de ese mismo año que el retorno se llevó a cabo.
El 9 de julio tanto el perfil de Twitter como de Instagram de entre otras redes sociales del dúo fueron activas de nuevo. En dicha fecha, el dúo publicó un breve vídeo con lo que parecía ser un buitre abriendo su ojo con un tono amarillo. Al día siguiente imágenes similares fueron desveladas mediante esa misma vía. Finalmente, el 11 de julio fueron lanzados los dos primeros sencillos de Trench, "Jumpsuit" y "Nico and the Niners". También fue desvelado el título, portada y fecha de lanzamiento del álbum así como las fechas de las tres primeras etapas de The Bandito Tour, la gira que promocionará el álbum a partir de octubre de 2018. Las entradas para los conciertos de la gira saldrán a la venta a modo de preventa el 17 de julio a través de la web oficial del dúo mientras que las entradas de venta general estarán disponibles tres días después.

## Lista de canciones
Escenario A:
1. «Jumpsuit»
2. «Levitate»
3. «Fairly Local»
4. «Stressed Out»
5. «Heathens»
6. «Legend»
7. «We Don't Believe What's on TV»
8. «The Hype»
9. «Cut My Lip»
10. «Lane Boy»
11. «Nico and the Niners»

Escenario B:
1. «Neon Gravestones»
2. «Smithereens»
3. «Bandito»
4. «Pet Cheetah»

Escenario A:
1. «Fall Away»
2. «Holding On To You»
3. «Ride»
4. «My Blood»
5. «Morph»
6. «Car Radio»

Encore:
1. «Truce» (interludio karaoke)
2. «Chlorine»
3. «Leave the City»
4. «Trees»

## Fechas
| Fecha                   | Ciudad           | País            | Recinto                              | Entradas vendidas / Disponibles | Recaudación |
| ----------------------- | ---------------- | --------------- | ------------------------------------ | ------------------------------- | ----------- |
| América del Norte       |                  |                 |                                      |                                 |             |
| 16 de octubre de 2018   | Nashville        | Estados Unidos  | Bridgestone Arena                    | 13,490 / 13,859                 | $987,875    |
| 17 de octubre de 2018   | Chicago          | Estados Unidos  | United Center                        | —                               | —           |
| 19 de octubre de 2018   | Saint Louis      | Estados Unidos  | Enterprise Center                    | —                               | —           |
| 20 de octubre de 2018   | Milwaukee        | Estados Unidos  | Fiserv Forum                         | —                               | —           |
| 21 de octubre de 2018   | Saint Paul       | Estados Unidos  | Xcel Energy Center                   | —                               | —           |
| 23 de octubre de 2018   | Cleveland        | Estados Unidos  | Quicken Loans Arena                  | —                               | —           |
| 24 de octubre de 2018   | Detroit          | Estados Unidos  | Little Caesars Arena                 | —                               | —           |
| 26 de octubre de 2018   | Boston           | Estados Unidos  | TD Garden                            | —                               | —           |
| 27 de octubre de 2018   | Uniondale        | Estados Unidos  | Nassau Veterans Memorial Coliseum    | —                               | —           |
| 28 de octubre de 2018   | Filadelfia       | Estados Unidos  | Wells Fargo Center                   | —                               | —           |
| 30 de octubre de 2018   | Nueva York       | Estados Unidos  | Madison Square Garden                | —                               | —           |
| 31 de octubre de 2018   | Washington D. C. | Estados Unidos  | Capital One Arena                    | —                               | —           |
| 2 de noviembre de 2018  | Atlanta          | Estados Unidos  | Philips Arena                        | —                               | —           |
| 3 de noviembre de 2018  | Tampa            | Estados Unidos  | Amalie Arena                         | —                               | —           |
| 4 de noviembre de 2018  | Sunrise          | Estados Unidos  | BB&T Center                          | —                               | —           |
| 6 de noviembre de 2018  | Houston          | Estados Unidos  | Toyota Center                        | 11,503 / 11,503                 | $825,217    |
| 7 de noviembre de 2018  | Dallas           | Estados Unidos  | American Airlines Center             | 12,487 / 13,168                 | $845,836    |
| 9 de noviembre de 2018  | Phoenix          | Estados Unidos  | Talking Stick Resort Arena           | —                               | —           |
| 10 de noviembre de 2018 | Inglewood        | Estados Unidos  | The Forum                            | 14,464 / 14,464                 | $1,340,387  |
| 11 de noviembre de 2018 | Oakland          | Estados Unidos  | Oracle Arena                         | —                               | —           |
| 13 de noviembre de 2018 | Salt Lake City   | Estados Unidos  | Vivint Smart Home Arena              | —                               | —           |
| 15 de noviembre de 2018 | Portland         | Estados Unidos  | Moda Center                          | —                               | —           |
| 16 de noviembre de 2018 | Tacoma           | Estados Unidos  | Tacoma Dome                          | 19,613 / 19,613                 | $1,216,541  |
| 17 de noviembre de 2018 | Boise            | Estados Unidos  | Taco Bell Arena                      | —                               | —           |
| 19 de noviembre de 2018 | Denver           | Estados Unidos  | Pepsi Center                         | —                               | —           |
| 20 de noviembre de 2018 | Lincoln          | Estados Unidos  | Pinnacle Bank Arena                  | —                               | —           |
| 21 de noviembre de 2018 | Kansas City      | Estados Unidos  | Sprint Center                        | —                               | —           |
| Oceanía                 |                  |                 |                                      |                                 |             |
| 7 de diciembre de 2018  | Perth            | Australia       | Perth Arena                          | —                               | —           |
| 10 de diciembre de 2018 | Adelaida         | Australia       | Adelaide Entertainment Center        | —                               | —           |
| 13 de diciembre de 2018 | Melbourne        | Australia       | Rod Laver Arena                      | —                               | —           |
| 16 de diciembre de 2018 | Sídney           | Australia       | Qudos Bank Arena                     | 9,722 / 10,362                  | $784,315    |
| 18 de diciembre de 2018 | Brisbane         | Australia       | Brisbane Entertainment Center        | —                               | —           |
| 21 de diciembre de 2018 | Auckland         | Nueva Zelanda   | Spark Arena                          | —                               | —           |
| Europa                  |                  |                 |                                      |                                 |             |
| 30 de enero de 2019     | Kiev             | Ucrania         | Palacio de los Deportes              | —                               | —           |
| 2 de febrero de 2019    | Moscú            | Rusia           | Estadio Dynamo                       | —                               | —           |
| 4 de febrero de 2019    | San Petersburgo  | Rusia           | Palacio de Hielo                     | —                               | —           |
| 6 de febrero de 2019    | Helsinki         | Finlandia       | Hartwall Arena                       | —                               | —           |
| 8 de febrero de 2019    | Estocolmo        | Suecia          | Ericsson Globe                       | —                               | —           |
| 9 de febrero de 2019    | Oslo             | Noruega         | Telenor Arena                        | —                               | —           |
| 11 de febrero de 2019   | Copenhague       | Dinamarca       | Royal Arena                          | —                               | —           |
| 12 de febrero de 2019   | Hamburgo         | Alemania        | Barclaycard Arena                    | —                               | —           |
| 14 de febrero de 2019   | Berlín           | Alemania        | Mercedes-Benz Arena                  | —                               | —           |
| 15 de febrero de 2019   | Lodz             | Polonia         | Atlas Arena                          | —                               | —           |
| 16 de febrero de 2019   | Praga            | República Checa | O2 Arena                             | —                               | —           |
| 17 de febrero de 2019   | Viena            | Austria         | Wiener Stadthalle                    | —                               | —           |
| 21 de febrero de 2019   | Bolonia          | Italia          | Unipol Arena                         | —                               | —           |
| 23 de febrero de 2019   | Zúrich           | Suiza           | Hallenstadion                        | —                               | —           |
| 24 de febrero de 2019   | Stuttgart        | Alemania        | Hanns-Martin-Schleyerhalle           | —                               | —           |
| 25 de febrero de 2019   | Colonia          | Alemania        | Lanxess Arena                        | 15,026 / 15,026                 | $943,832    |
| 27 de febrero de 2019   | Birmingham       | Reino Unido     | Genting Arena                        | —                               | —           |
| 1 de marzo de 2019      | Dublín           | Irlanda         | 3Arena                               | —                               | —           |
| 2 de marzo de 2019      | Belfast          | Irlanda         | Odyssey Complex                      | —                               | —           |
| 4 de marzo de 2019      | Glasgow          | Reino Unido     | The Hydro                            | —                               | —           |
| 5 de marzo de 2019      | Mánchester       | Reino Unido     | Manchester Arena                     | —                               | —           |
| 7 de marzo de 2019      | Londres          | Reino Unido     | Wembley Arena                        | 31,151 / 31,347                 | $1,934,480  |
| 8 de marzo de 2019      | Londres          | Reino Unido     | Wembley Arena                        | 31,151 / 31,347                 | $1,934,480  |
| 9 de marzo de 2019      | Londres          | Reino Unido     | Wembley Arena                        | 31,151 / 31,347                 | $1,934,480  |
| 11 de marzo de 2019     | París            | Francia         | AccorHotels Arena                    | 15,285 / 15,900                 | $843,400    |
| 12 de marzo de 2019     | Ámsterdam        | Países Bajos    | Ziggo Dome                           | —                               | —           |
| 13 de marzo de 2019     | Bruselas         | Bélgica         | Palais 12                            | —                               | —           |
| 15 de marzo de 2019     | Bilbao           | España          | Bizkaia Arena                        | —                               | —           |
| 16 de marzo de 2019     | Madrid           | España          | Wizink Center                        | —                               | —           |
| 17 de marzo de 2019     | Lisboa           | Portugal        | Altice Arena                         | —                               | —           |
| América del Sur         |                  |                 |                                      |                                 |             |
| 29 de marzo de 2019     | Buenos Aires     | Argentina       | Hipódromo de San Isidro              | Festival                        | Festival    |
| 30 de marzo de 2019     | Santiago         | Chile           | Parque O'Higgins                     | Festival                        | Festival    |
| 2 de abril de 2019      | Asunción         | Paraguay        | Espacio Idesa                        | Festival                        | Festival    |
| 5 de abril de 2019      | Bogotá           | Colombia        | Campo de Golf Briceño 18             | Festival                        | Festival    |
| 7 de abril de 2019      | São Paulo        | Brasil          | Autódromo José Carlos Pace           | Festival                        | Festival    |
| América del Norte       |                  |                 |                                      |                                 |             |
| 1 de mayo de 2019       | Monterrey        | México          | Arena Monterrey                      | —                               | —           |
| 3 de mayo de 2019       | Ciudad de México | México          | Palacio de los deportes              | —                               | —           |
| 4 de mayo de 2019       | Ciudad de México | México          | Palacio de los deportes              | —                               | —           |
| 6 de mayo de 2019       | Guadalajara      | México          | Arena VFG                            | —                               | —           |
| 12 de mayo de 2019      | Vancouver        | Canadá          | Rogers Arena                         | —                               | —           |
| 14 de mayo de 2019      | Calgary          | Canadá          | Scottiabank Saddledome               | —                               | —           |
| 15 de mayo de 2019      | Edmonton         | Canadá          | Rogers Place                         | —                               | —           |
| 17 de mayo de 2019      | Winnipeg         | Canadá          | Bell MTS Place                       | —                               | —           |
| 20 de mayo de 2019      | London           | Canadá          | Budweiser Gardens                    | 7.768 / 9.193                   | $467,288    |
| 21 de mayo de 2019      | Ottawa           | Canadá          | Canadian Tire Centre                 | —                               | —           |
| 22 de mayo de 2019      | Montreal         | Canadá          | Bell Centre                          | 10.961 / 13.700                 | $689,794    |
| 28 de mayo de 2019      | Toronto          | Canadá          | Scotiabank Arena                     | —                               | —           |
| 29 de mayo de 2019      | Toronto          | Canadá          | Scotiabank Arena                     | —                               | —           |
| 31 de mayo de 2019      | Grand Rapids     | Estados Unidos  | Van Andel Arena                      | —                               | —           |
| 1 de junio de 2019      | Búfalo           | Estados Unidos  | KeyBank Center                       | —                               | —           |
| 4 de junio de 2019      | Brooklyn         | Estados Unidos  | Barclays Center                      | —                               | —           |
| 5 de junio de 2019      | Newark           | Estados Unidos  | Prudential Center                    | —                               | —           |
| 7 de junio de 2019      | Pittsburgh       | Estados Unidos  | PPG Paints Arena                     | —                               | —           |
| 8 de junio de 2019      | Atlantic City    | Estados Unidos  | Boardwalk Hall                       | —                               | —           |
| 9 de junio de 2019      | Charlottesville  | Estados Unidos  | John Paul Jones Arena                | —                               | —           |
| 11 de junio de 2019     | Raleigh          | Estados Unidos  | PNC Arena                            | —                               | —           |
| 12 de junio de 2019     | Charlotte        | Estados Unidos  | Spectrum Center                      | —                               | —           |
| 14 de junio de 2019     | Jacksonville     | Estados Unidos  | Jacksonville Veterans Memorial Arena | —                               | —           |
| 15 de junio de 2019     | Miami            | Estados Unidos  | AmericanAirlines Arena               | —                               | —           |
| 16 de junio de 2019     | Orlando          | Estados Unidos  | Amway Center                         | —                               | —           |
| 18 de junio de 2019     | Birmingham       | Estados Unidos  | Legacy Arena                         | —                               | —           |
| 19 de junio de 2019     | New Orleans      | Estados Unidos  | Smoothie King Center                 | —                               | —           |
| 21 de junio de 2019     | Houston          | Estados Unidos  | Toyota Center                        | —                               | —           |
| 22 de junio de 2019     | San Antonio      | Estados Unidos  | AT&T Center                          | —                               | —           |
| 23 de junio de 2019     | Austin           | Estados Unidos  | Frank Erwin Center                   | —                               | —           |
| 25 de junio de 2019     | Oklahoma City    | Estados Unidos  | Chesapeake Energy Arena              | —                               | —           |
| 26 de junio de 2019     | Memphis          | Estados Unidos  | FedExForum                           | —                               | —           |
| 28 de junio de 2019     | Indianápolis     | Estados Unidos  | Bankers Life Fieldhouse              | —                               | —           |
| 29 de junio de 2019     | Columbus         | Estados Unidos  | Nationwide Arena                     | —                               | —           |
| 30 de junio de 2019     | Columbus         | Estados Unidos  | Nationwide Arena                     | —                               | —           |
| Europa                  |                  |                 |                                      |                                 |             |
| 13 de agosto de 2019    | Budapest         | Hungría         | Isla de Óbuda                        | Festival                        | Festival    |
| 24 de agosto de 2019    | Reading          | Reino Unido     | Richfield Avenue Festival Site       | Festival                        | Festival    |
| 25 de agosto de 2019    | Wetherby         | Reino Unido     | Bramham Park                         | Festival                        | Festival    |